# وارين هوغ
وارين هوغ (بالإنجليزية: Warren Hoge)‏ هو صحفي أمريكي، ولد في 13 أبريل 1941.